# Карлос дель Серро Гранде
Карлос дель Серро Гранде  (ісп. Carlos del Cerro Grande, Алькала-де-Енарес, Мадрид, Іспанія, 13 березня 1976) — іспанський футбольний арбітр. Арбітр ФІФА з 2013 року.

## Біографія
Розпочав працювати арбітром у нижчих іспанських лігах. 2010 року був визнаний найкращим арбітром Сегунди.
Дебютував у статусі головного арбітра на матчі іспанської Прімери 11 вересня 2011 року в зустрічі між «Бетісом» та «Мальоркою» (1:0). 
З січня 2013 року став арбітром ФІФА. Дебютував у міжнародних матчах 26 травня 2013 року у матчі між збірними юнацькими збірними до 19 років Шотландії і Грузії у Еліт-раунді кваліфікації до Чемпіонату Європи.
22 травня 2016 року обслуговував фінал Кубка Іспанії між «Барселоною» і «Севільєю» (2:0).

## Досягнення
- Second Division Gold Whistle (1): 2010
- Vicente Acebedo Trophy (1): 2016